# Erik Källström
Erik Ragnar Källström (ur. 5 marca 1908 w Borås, zm. 16 stycznia 1997 tamże) – piłkarz szwedzki grający na pozycji obrońcy. W swojej karierze rozegrał 10 meczów w reprezentacji Szwecji.

## Kariera klubowa
Swoją karierę piłkarską Källström spędził w klubie IF Elfsborg z miasta Borås. Zadebiutował w nim w 1929 roku i grał w nim do 1941 roku. W latach 1936, 1939 i 1940 wywalczył z Elfsborgiem trzy tytuły mistrza Szwecji.

## Kariera reprezentacyjna
W reprezentacji Szwecji Källström zadebiutował 10 lipca 1932 w przegranym 0:2 towarzyskim meczu z Polską, rozegranym w Warszawie. W 1936 roku był w kadrze Szwecji na igrzyska olimpijskie w Berlinie. Od 1932 do 1940 roku rozegrał w kadrze narodowej 10 spotkań.